# A Theory of Justice
A Theory of Justice, em português Uma Teoria da Justiça, é uma obra de filosofia política e ética de John Rawls, considerada uma das obras de teoria política mais importantes do século XX.
Nela, Rawls tenta resolver o problema da justiça distributiva, a distribuição socialmente justa de bens em uma sociedade, por meio da utilização de uma variante do conhecido dispositivo do contrato social. A teoria resultante é conhecida como "justiça como equidade", e dela Rawls deriva seus dois princípios de justiça. Esses ditam que, primeiro, a sociedade deve ser estruturada de forma que a maior quantidade possível de liberdade seja dada aos seus membros, sendo isso limitado unicamente pela noção de que a liberdade de um membro não deva infringir a liberdade de um outro membro. Em segundo lugar, as desigualdades sociais ou econômicas só são aceitáveis se a situação daqueles em pior situação for melhor do que ela seria em um sistema de distribuição uniforme. Como parte do segundo princípio, se existe uma desigualdade benéfica, essa desigualdade não deve dificultar que pessoas em pior situação ocupem posições de poder, como por exemplo um cargo público.
Publicado originalmente em 1971, A Theory of Justice foi revisado em 1975 (para edições estrangeiras) e 1999.

## Objetivo
Em A Theory of Justice, Rawls defende uma reconciliação de liberdade e igualdade que deve ser aplicada à estrutura básica de uma sociedade bem ordenada. Parte fundamental deste esforço é a consideração das circunstâncias da justiça, inspiradas por David Hume, e da necessidade de uma situação de escolha justa para aqueles enfrentando tais circunstâncias, semelhantemente a alguns pontos de vista de Immanuel Kant. Princípios de justiça são utilizados para orientar a conduta das partes ou indivíduos que compõem a sociedade. Estas partes são reconhecidamente capazes de enfrentar situações de escassez moderada, e não são naturalmente altruístas nem puramente egoístas. Elas têm objetivos que procuram concretizar, mas preferem tentar concretiza-los através da cooperação com outros, através de termos mutuamente aceitáveis. Rawls propõe um modelo de situação de escolha justa (a posição original com o seu véu de ignorância), dentro do qual hipoteticamente as partes escolhem princípios mutuamente aceitáveis de justiça. Sob tais restrições, Rawls acredita que as partes considerariam os seus princípios de justiça especialmente atraentes, vencendo alternativas baseadas por exemplo no utilitarismo e no libertarismo de direita.

## A "posição original"
Rawls pertence à tradição do contrato social, embora ele tenha um ponto de vista diferente de pensadores anteriores. Especificamente, Rawls desenvolve o que ele diz serem princípios de justiça, por meio do uso de um artifício que ele chama de posição original, que implica que os membros de uma sociedade devem decidir seus princípios de justiça enquanto se encontram por detrás de um véu de ignorância. Esse "véu", essencialmente, esconde dos membros da sociedade todos os fatos acerca de si próprios, e assim eles não podem adaptar os princípios de justiça para sua própria vantagem:
[...] ninguém conhece seu lugar na sociedade, sua posição de classe ou status social, e ninguém conhece sua sorte na distribuição de talentos naturais e habilidades, sua inteligência, força e semelhantes. Eu até mesmo considero que as partes não conhecem suas concepções do que é bom ou suas propensões psicológicas. Os princípios de justiça são escolhidos por trás de um véu de ignorância.
De acordo com Rawls, a ignorância desses detalhes sobre si mesmos levaria a princípios mais justo para todos. Se um indivíduo não sabe a qual classe de pessoas ele pertencerá em sua própria concepção de sociedade, é mais provável que ele não privilegie nenhuma classe de pessoas, mas, ao invés, desenvolva um regime de justiça que trate todos de forma justa. Em particular, Rawls afirma que aqueles que se encontram na posição original acabariam por adotar uma estratégia minimax que maximizaria as perspectivas dos menos privilegiados.
Esses são os princípios que pessoas racionais e livres, interessadas em promover seus próprios interesses, aceitariam, numa posição inicial de igualdade, como os fundamentos definidores dos termos de sua associação.
Rawls baseia sua posição original em uma "fina teoria do bem", que segundo ele "explica a racionalidade subjacente à escolha de princípios na posição original". Contudo, uma completa teoria do bem emerge quando princípios são derivados da posição original. Segundo o autor, as partes em uma posição original adotariam dois desses princípios, que então governariam a atribuição de direitos e deveres e regulariam a distribuição de vantagens sociais e econômicas em toda a sociedade. O princípio da diferença permite desigualdades na distribuição de bens apenas se essas desigualdades beneficiarem os membros mais desfavorecidos da sociedade. Rawls acredita que esse princípio seria uma escolha racional para os representantes na posição original, porque cada membro da sociedade teria o mesmo direito sobre os bens da sociedade. Atributos naturais não devem afetar essa afirmação, e portanto o direito básico de qualquer pessoa, antes de mais nada, deve ser uma parte igual na riqueza material. O que, então, poderia justificar uma distribuição desigual dessa riqueza? Rawls argumenta que a desigualdade só é aceitável se é vantajosa para aqueles que estão em pior situação.
O acordo que se origina nessa série de proposições é hipotético e a-histórico. Primeiro, é hipotético no sentido de que os princípios derivados são aqueles que as partes concordariam sob determinadas condições de legitimação que são sobretudo conjecturais. Rawls argumenta que os princípios de justiça são o que seria concordado se as pessoas se encontrassem na posição original, e que como consequência esses princípios têm peso moral. Depois, ele é a-histórico no sentido de que ele não supõe que o acordo já tenha existido ou que ele possa ter existido, salvo em exercícios experimentais cuidadosamente limitados.

## Os dois princípios de justiça
No capítulo quarenta e sete, Rawls tece seus esclarecimentos finais sobre seus princípios de justiça:
Primeiro princípio: Cada pessoa deve ter o mesmo direito ao mais amplo sistema total de liberdades básicas, compatível com um sistema semelhante de liberdade para todos.
Segundo princípio: as desigualdades sociais e econômicas devem estar dispostas de modo que ambas são: (a) para o maior benefício dos menos favorecidos, consistente com o princípio de economias justas e (b) atreladas a cargos e posições abertos a todos em condições de justa igualdade de oportunidades.
Estes princípios são ordenados alfabeticamente, e Rawls enfatiza o prioridade da liberdade. O primeiro princípio é frequentemente chamado de princípio maior de liberdade equitativa. O segundo de princípio da diferença e princípio da igualdade de oportunidades.

### O princípio maior de liberdade equitativa
Primeiro: Cada pessoa deve ter o mesmo direito a um máximo de liberdades básicas que seja compatível uma liberdade equivalente para todos.
Preocupado principalmente com a distribuição de direitos e liberdades, as liberdades básicas dos cidadãos são a liberdade política para votar e concorrer a um cargo político, a liberdade de expressão e de reunião, a liberdade de consciência, a liberdade de propriedade pessoal e a liberdade contra prisão arbitrária. No entanto, é objeto de debate se a liberdade de contrato pode ser inferida dentre essas liberdades básicas:
liberdades que não se encontram na lista, por exemplo o direito de possuir certos tipos de propriedade (por exemplo, meios de produção) e a liberdade de contrato, tal como entendida pela doutrina do laissez-faire, não são básicas, e por isso eles não são protegidas pela prioridade do primeiro princípio.

### O princípio da diferença
As desigualdades sociais e econômicas devem ser organizadas de maneira que (a) elas sejam de maior benefício para os membros menos favorecidos da sociedade, sendo consistentes com o princípio de economias justas.
Rawls afirma em (a) que a desigualdade na distribuição do que ele chama de bens primários—"coisas que o homem racional deseja antes de tudo o mais"—justifica-se na medida em que ela melhora a vida das pessoas que estão em pior situação de distribuição, em comparação com um cenário de igualdade de distribuição. Sua posição é ao menos de certa forma igualitária, com uma disposição de que as desigualdades são permitidas quando elas beneficiam os menos favorecidos. Uma consequência importante da proposta de Rawls é que as desigualdades na verdade podem ser justas, desde que elas sejam para o benefício dos menos abastados. Seu argumento para esta posição repousa pesadamente na alegação de que fatores moralmente arbitrários (por exemplo, a família em que cada um nasceu) não deve determinar as chances ou oportunidades de cada um na vida. Rawls também baseia-se na proposta de que uma pessoa não merece moralmente seus talentos inatos; assim, ela não teria direito a todos os benefícios que esses talentos possivelmente poderiam oferecer. Dessa forma, é eliminado um critério que poderia fornecer uma alternativa para a igualdade, em julgando a justiça das distribuições.
Além disso, o princípio de economias justas requer que algum tipo de respeito material seja atribuído às gerações futuras, apesar de Rawls ser ambíguo sobre o que deve ser deixado para eles. Ele refere-se a isso como "uma contribuição para aqueles que virão mais tarde".

#### O princípio da igualdade de oportunidade
(b) cargos e posições devem ser abertos a todos, em condições de justa igualdade de oportunidades
A estipulação em (b) é lexicalmente anterior àquela em (a). Isso porque a igualdade de oportunidade requer não apenas que cargos e posições sejam distribuídos na base do mérito, mas que todos tenham oportunidade razoável de adquirir as competências sobre as quais o mérito é avaliado, mesmo se a pessoa não possua os recursos materiais necessários - devido a uma benéfica desigualdade decorrente do princípio da diferença.
Pode-se pensar que esta estipulação, e até mesmo o princípio maior de justiça, poderão requerer uma maior igualdade que o princípio da diferença, porque as grandes desigualdades econômicas e sociais - mesmo quando ela são vantajosas para os mais desfavorecidos - tendem a prejudicar seriamente o valor das liberdades políticas e de quaisquer medidas no sentido de uma justa igualdade de oportunidades.

## Influência e recepção
Em 1972, A Theory of Justice foi objeto de uma resenha de Marshall Cohen, no The New York Times Book Review. Este, descreveu-o como um trabalho "magistral" e sugeriu que o uso de técnicas de filosofia analítica por Rawls faz de seu livro "a mais formidável" defesa da tradição do contrato social até aquela data. Segundo ele, Rawls mostra que é errada a afirmação plenamente difundida de que "filosofia moral e política sistemática está morta", e fornece um "ousado e rigoroso" relato dos "princípios com os quais nossa vida pública está comprometida". Embora ele tenha sugerido que poderia levar anos até que fosse feita uma avaliação satisfatória do trabalho de Rawls, ele observou que as realizações de Rawls na obra estavam sendo comparadas por estudiosos a trabalhos de John Stuart Mill e Kant. No entanto, ele criticou Rawls por sua "flexibilidade no entendimento de alguns conceitos políticos fundamentais".
A Theory of Justice recebeu críticas de alguns filósofos. Robert Nozick criticou a posição de Rawls em relação à justiça distributiva, em sua obra de defesa do libertarismo, Anarchy, State, and Utopia (1974). No ano seguinte Allan Bloom, em um artigo no American Political Science Review, observou que A Theory of Justice "tinha atraído mais atenção no mundo Anglo-Saxão do que qualquer obra de seu tipo, em uma geração", atribuindo sua popularidade ao fato de ser "o mais ambicioso projeto político realizado por um membro da corrente atualmente dominante na filosofia acadêmica" e à "radical interpretação igualitária da democracia liberal" por Rawls. Bloom criticou Rawls por não esclarecer a existência do direito natural em sua teoria da justiça, e escreveu que Rawls absolutiza a união social como um objetivo máximo, e que isso transformaria tudo em artifício. Robert Paul Wolff, por sua vez, criticou Rawls a partir de uma perspectiva marxista em sua obra Understanding Rawls: A Critique and Reconstruction of A Theory of Justice (1977), argumentando que Rawls oferece uma apologia ao status quo, na medida em que ele constrói a justiça a partir de práticas existentes e exclui a possibilidade de que pode haver problemas de injustiça incorporados às relações sociais capitalistas, à propriedade privada ou à economia de mercado.
Michael Sandel critica Rawls em Liberalism and the Limits of Justice (1982), argumentando que Rawls incentiva as pessoas a pensarem sobre a justiça independentemente dos valores e aspirações que as definem como pessoas e que as permitem determinar o que é justiça. Susan Moller Okin escreveu em Justice, Gender, and the Family (1989) que Rawls havia fornecido "a teoria da justiça mais influente de todo o século XX", mas criticou-o por não considerar as injustiças e as hierarquias incorporadas nas relações familiares. Os Economistas Kenneth Arrow e John Harsanyi criticaram os pressupostos da posição original e, em particular, o uso da lógica de minimax, com a implicação de que a seleção de parâmetros para a posição original teria sido orientada para resultados, isto é, calculada para produzir os dois princípios que Rawls desejava formular. Dito de outro modo, para esses autores as pessoas na posição original articulada por Rawls na verdade não selecionariam os princípios que A Theory of Justice defende. Em resposta, Rawls enfatizou o papel da posição original como um "dispositivo de representação" para compreender a ideia de uma situação de escolha justa para cidadãos livres e iguais, e o relativamente modesto papel que lógica de minimax ocupa em seu argumento. Segundo ele, trata-se somente de "uma útil regra heurística", dadas as curiosas características das escolhas de detrás do véu de ignorância.
O economista Amartya Sen expressou preocupação com a ênfase de Rawls nos bens sociais primários, argumentando em Inequality Reexamined (1992) que devemos prestar atenção não só para a distribuição de bens primários, mas também em como, efetivamente, as pessoas são capazes de usar esses bens para buscar seus objetivos. Norman Daniels, por sua vez, questiona o porquê de cuidados de saúde não serem tratados como um bem primário, e alguns de seus trabalhos posteriores abordou esta questão, defendendo o direito a cuidados de saúde dentro de um quadro Rawlsiano. O filósofo Gerald Cohen, em If You're An Egalitarian, How Come You're So Rich? (2000) e Rescuing Justice and Equality (2008), critica a aceitação da desigualdade sob o princípio da diferença, sua aplicação apenas a instituições sociais, e o que ele vê como sua obsessão com a utilização de bens primários como sua moeda de igualdade.
Sen critica e tenta dar novo impulso A Theory of Justice, em seu livro The Idea of Justice (2009). Ele credita Rawls por revitalizar o questionamento sobre o significa de justiça, e por dar especial importância a elementos como a imparcialidade, a objetividade, a igualdade de oportunidades, a diminuição da pobreza e a liberdade. No entanto, Sen, como parte de sua crítica geral da tradição do contrato social, afirma que ideias sobre um mundo perfeitamente justo não ajudam a tratar o problema da desigualdade existente. Sen critica Rawls por uma ênfase exagerada em instituições como garantidoras de justiça, não considerando os efeitos do comportamento humano na capacidade das instituições em manter uma sociedade justa. Sen acredita que Rawls subestima a dificuldade em fazer com que toda a sociedade adira às normas de uma sociedade justa. Ele também afirma que é equivocada a posição de Rawls de que haveria apenas um resultado possível do esforço reflexivo ocorrido detrás do véu de ignorância. Sen acredita que vários princípios conflitantes mas justos podem surgir, e que isso prejudicaria o processo em etapas que Rawls propõe para o estabelecimento de uma sociedade perfeitamente justa.
A Theory of Justice inspirou um musical de 2013, A Theory of Justice: The Musical!, escrito e produzido por Eylon Aslan-Levy, Ramin Sabi, Tommy Peto e Toby Huelin.